# عرض الديمة (يهر)

تعديل مصدري - تعديل

عرض الديمة هي إحدى قرى عزلة يهر بمديرية يهر التابعة لمحافظة لحج، بلغ تعداد سكانها 47 نسمة حسب تعداد اليمن لعام 2004.